# Faltonia Betitia Proba
Faltonia Betitia Proba (née v. 322, en Étrurie, l'ancien territoire des Étrusques, correspondant en gros à l'actuelle Toscane - morte v. 370) était une poétesse chrétienne du IVe siècle, dont  l'influence dans l'Antiquité tardive fut significative et dont les œuvres firent des émules.

## Biographie
Née dans une famille païenne, elle appartenait à l'aristocratie romaine. Elle s'était convertie à la religion chrétienne à l'âge adulte. Charles Herbermann, en 1913, à soutenu l'hypothèse qu'elle serait issue de la famille des Petronii Probi. Plus récemment, Christian Settipani, au vu de son onomastique, elle serait plus probablement la fille d'un Faltonius Probus et d'une Betitia. Elle est l'épouse de Clodius Celcinus Adalphius, préfet de Rome en 351 et la mère de Quintus Clodius Hermogenianus Olybrius, consul en 379, et de Faltonius Alypius.
On a d'elle un centon, avec des vers extraits de l'Énéide de Virgile, qui forme une Histoire de l'ancien et du Nouveau Testament,. Ecrire un centon consistait à réutiliser des vers d'un texte d'un auteur précédent, en les réagençant de manière à constituer un nouveau texte. Ce centon a eu une certaine influence et a fait des émules dans le monde latin.
Il a été imprimé pour la première fois à Venise, 1472, avec Ausone, et par Kromayer, Magdebourg, 1719, et par Wolf, 1724.